# Giulia Sendra
Giulia Clara Sendra, född 17 september 2004 i New Jersey i USA, är en argentinsk taekwondoutövare.

## Karriär
I november 2021 tog Sendra silver i 49 kg-klassen vid panamerikanska spelen för juniorer i Cali efter en finalförlust mot mexikanska Angie Venegas. I oktober 2022 tog hon brons i 49 kg-klassen vid sydamerikanska spelen i Asunción. Följande månad tävlade Sendra i 49 kg-klassen vid VM i Guadalajara men blev utslagen i den första omgången (32-delsfinalen) av svenska Indra Bodén.
I oktober 2023 tog Sendra brons i 49 kg-klassen vid panamerikanska spelen i Santiago.